# Refuge faunique de la Grande-Île
Pour les articles homonymes, voir Grande-Île.
Le refuge faunique de la Grande-Île est une aire protégée du Québec située à Saint-Ignace-de-Loyola dans la MRC de D’Autray (région administrative de Lanaudière). Il a été établi en 1992 afin de protéger la plus grande héronnière du Québec. Il est géré par le secteur Faune du ministère de l’Environnement, de la Lutte contre les changements climatiques, de la Faune et des Parcs.
Le refuge est d’une superficie de 145 hectares et vise la protection d’un site qui inclut une héronnière de 600 nids1, une érablière argentée mature et l’arisème dragon, une espèce végétale menacée au Québec2. L’accès y est interdit pendant la nidification du grand héron3. La règlementation vise principalement à limiter le dérangement des oiseaux durant la nidification et protéger l'intégrité de l'habitat. Lorsque les oiseaux sont dérangés, ils s’envolent, quittent le nid et laissent les œufs ou les oisillons sans protection, qui peuvent alors être mangés par les ratons laveurs, les goélands ou les oiseaux de proie.

## Localisation
La Grande-Île est localisée dans l’archipel du lac Saint‑Pierre. Elle fait partie d’un grand ensemble de milieux naturels inondables utilisé pour la récréation, la chasse, la pêche et le piégeage à proximité des zones urbaines de Berthierville et de Sorel. Coordonnées : -73,0277778 ; 46,123889.

## Milieu naturel
Le refuge faunique de la Grande-Île est caractérisé par de grands marécages matures d’érables argentés, qui sont inondés périodiquement par les crues du fleuve Saint‑Laurent. Le paysage est dominé par des arbres de forte dimension, sous lesquels croissent des fougères et des herbacées. Des chenaux, des marais et des prairies humides sont aussi présents. Les arbres sont utilisés pour la nidification des canards arboricoles et des hérons. 
De 1975 à 2020, la héronnière de la Grande-Île a été inventoriée par les biologistes et les techniciens de la faune environ aux cinq ans. En 2006, un nombre maximal de nids a été compté, soit 1 5704. C’est l’arrivée du bihoreau qui a permis d’atteindre ce nombre impressionnant de nids. En 2018, les bihoreaux avaient pratiquement abandonné le site pour la nidification2.